# خبرچین بیکران
خبرچین بیکران ابزار بزرگ مصورسازی داده و واکاوی کلان‌داده آژانس امنیت ملی ایالات متحده آمریکا است. این ابزار با شمارش فراداده، به مدیران آن آژانس، امکان جمع‌بندی دربارهٔ کنش‌های گردآوری داده از سراسر جهان را فراهم می‌آورد. وجود این ابزار در سال ۲۰۱۳ (میلادی) در اسناد فاش شده به‌دست ادوارد اسنودن آشکار شد. آن اسناد فاش شده نشان می‌دادند که اینکه آژانس امنیت ملی به مجلس نمایندگان ایالات متحده آمریکا، اطمینان کامل داده که آن آژانس هیچ‌گونه داده‌ای را از میلیون‌ها شهروند آمریکایی گردآوری نمی‌کند، برخلاف واقعیت است.

## تاریخچه
اطلاعاتی که حکومت فدرال ایالات متحده آمریکا از درون آمریکا و به ویژه، شهروندان آمریکایی گردآوری می‌کند باید بر پایه لایحه نظارت بر اطلاعات خارجی ۱۹۷۸ و دادگاه نظارت بر اطلاعات خارجی باشد.
پروژه‌های جهانی داده‌کاوی آژانس امنیت ملی برای دهه‌ها وجود داشته‌اند. اما برنامه‌های امروزی گردآوری و واکاوی داده، از درون آمریکا، مانند پریزم و مین‌وی، با ایجاد تغییراتی در قوانین نظارتی آمریکا در دوره ریاست‌جمهوری جرج دابلیو بوش و به‌روزرسانی در دوره ریاست‌جمهوری باراک اوباما در دسامبر ۲۰۱۲ ممکن شدند.

## جزئیات
خبرچین بیکران، نخستین بار در ۸ ژوئن ۲۰۱۳ و با چاپ در روزنامه گاردین، آشکار شد. این گزارش، با یک نقشه گرمایی فوق محرمانه همراه بود که در آن تاریخچه داده ۵۰۴ منبع گردآوری ثبت کننده اطلاعات ارتباطی و اطلاعات شبکه دیجیتال جدا از هم را نشان می‌داد. در این نقشه، کشورهای تحت نظارت، با طیف رنگی بین سبز تا قرمز نشان داده شده‌اند.

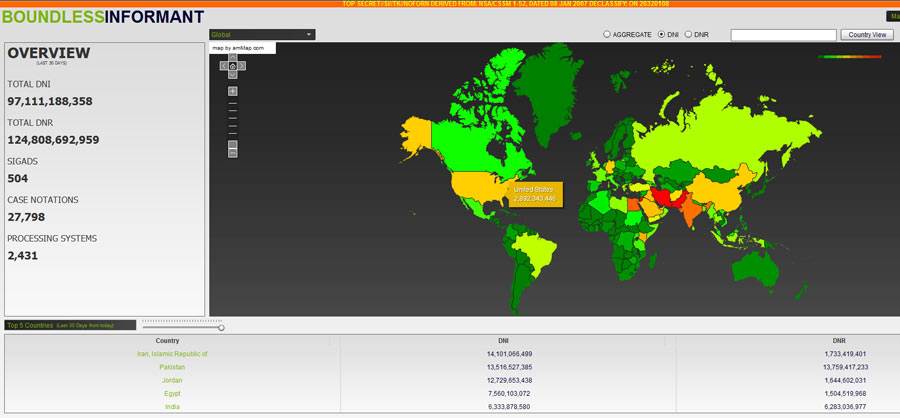
نقشه گرمایی خبرچین بیکران که نشان می‌دهد در ۳۰ روز ۹۷ میلیارد داده اینترنتی (DNI) و ۱۲۴ میلیارد رکورد داده تلفنی را گردآوری کرده‌است. تغییر طیف رنگ، نشان‌دهنده فزونی داده گردآوری شده از کشورها است.

این نقشه نشان می‌دهد که نزدیک به ۳ میلیارد المان داده در یک دوره ۳۰ روزه که در مارس ۲۰۱۳ پایان می‌یابد از درون آمریکا گردآوری شده‌است. اسنودن گفت که این ابزار از آمریکایی‌های در خود آمریکا زندگی می‌کنند بیشتر از روس‌هایی که در روسیه زندگی می‌کنند اطلاعات، گردآوری می‌کند. او نگران دو مرکز ارشد در پایگاه ناحیه‌ای هاوایی برای مرکز عملیات تهدیدهای آژانس امنیت ملی و دو مرکز ارشد در اداره فناوری آژانس امنیت ملی آمریکا است که کار خود را در اکتبر ۲۰۱۲ آغاز کرده‌اند. این چهار مرکز از استفاده‌کنندگان کانال‌های جداشده داخلی آژانس امنیت ملی، به حساب می‌آیند.
اسنودن می‌گفت که همکاران از یادگرفتن جزئیات، شگفت‌زده می‌شدند ولی نمی‌خواستند بیش از آن دربارهٔ برنامه بدانند. تا آوریل ۲۰۱۲ او خیلی وقت‌ها از این همکاران می‌پرسید: "فکر می‌کنید اگر این، خبر اول رسانه‌ها شود مردم چه کار می‌کنند؟" وَنی واینز، سخنگوی آژانس امنیت ملی گفت: "پس از یک تحقیق گسترده شامل مصاحبه با ناظران و همکاران پیشین آژانس امنیت ملی، ما مدرکی برای گفته‌های آقای اسنودن پیدا نکردیم."
داده واکاوی شده با خبرچین بیکران، شامل تاریخچه برنامه نظارت الکترونیک و فراداده تماس‌های تلفنی می‌شود. این داده در بایگانی داده آژانس امنیت ملی به نام GM-PLACE نگهداری می‌شود. بر پایه یادداشت پرسشگان، این داده، داده لایحه نظارت بر اطلاعات خارجی را در بر نمی‌گیرد. پریزم اسم رمز برنام گردآوری است که نام رسمی آن US-984XN است. این برنامه، یکی از منابع داده ثبت کننده اطلاعات ارتباطی است.
بر پایه اسلایدهای منتشر شده، خبرچین بیکران یک نرم‌افزار آزاد و متن‌باز است و بنابراین «در دسترس همه توسعه دهندگان آژانس امنیت ملی است» و با خدمات میزبانی شده در رایانش ابری، همکاری می‌کند. این ابزار از آپاچی هدوپ، نگاشت‌کاهش، و آپاچی اکومولو برای پردازش رایانه‌ای داده‌ها استفاده می‌کند.

## رسانه‌های اروپا
نخستین‌بار، اطلاعات چاپ شده دربارهٔ خبرچین بیکران با نماگرفت‌هایی از این برنامه همراه بود که نمودارهایی با جزئیاتی را نشان می‌داد که بین ۱۰ دسامبر ۲۰۱۲ و ۸ ژانویه ۲۰۱۳ آژانس امنیت ملی از چندین کشور اروپایی، داده، گردآوری کرده‌است. این نمودارها را آژانس‌های خبری سرشناس هر یک از کشورهای زیر منتشر کرده‌اند:
- ۲۹ ژوئیه ۲۰۱۳: آلمان: نمودار بزرگی، بیش از ۵۵۲ میلیون داده تماس تلفنی و اینترنت از آلمان و چهار نمودار کوچکتر، داده هلند، فرانسه، اسپانیا، و ایتالیا در مجله اشپیگل را نشان می‌داد.[۱۴]

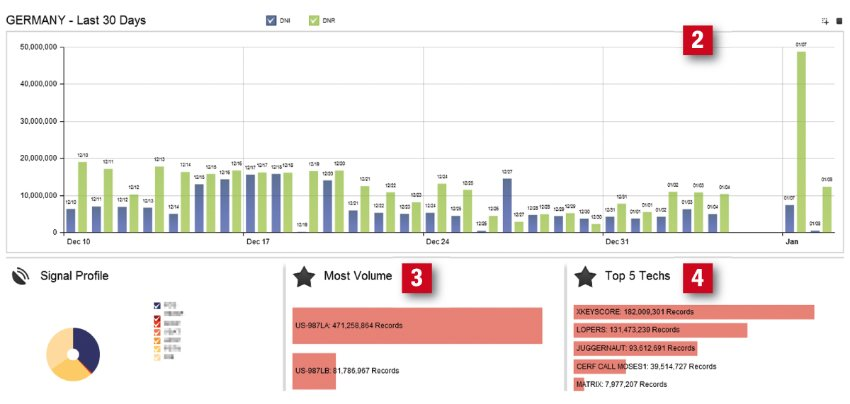
نماگرفتی از خبرچین بیکران که جزئیات داده گردآوری شده از آلمان را نشان می‌دهد. در نمودار بالایی، میله‌های آبی، داده اینترنتی و میله‌های سبز، داده تلفنی هستند. پایین-وسط دو گروه نمادگر کنش‌های شنود الکترونیک و پایین-راست مهم‌ترین بخش فنی این برنامه است که به نام ایکس‌کی‌اسکور شناخته می‌شود.

- ۲۰ اکتبر ۲۰۱۳:فرانسه: نموداری که گردآوری بیش از ۷۰ میلیون فراده تماس تلفنی را نشان می‌داد توسط لو موند منتشر شد.
- ۲۸ اکتبر ۲۰۱۳:اسپانیا: نموداری که گردآوری بیش از ۶۰ میلیون فراده تماس تلفنی را نشان می‌داد توسط ال موندو منتشر شد.[۱۵]
- ۱۹ نوامبر ۲۰۱۳:نروژ: نموداری که گردآوری بیش از ۳۳ میلیون فراده تماس تلفنی را نشان می‌داد توسط دابیلادت منتشر شد.[۱۶]
- ۶ دسامبر ۲۰۱۳:ایتالیا: نموداری که گردآوری بیش از ۴۶ میلیون فراده تماس تلفنی را نشان می‌داد توسط روزنامه نیم‌قطع لا اسپرسو منتشر شد.[۱۷]
- ۸ فوریه ۲۰۱۴:هلند: نموداری که گردآوری بیش از ۱/۸ میلیون فراده تماس تلفنی را نشان می‌داد توسط روزنامه ان‌آرسی هندلسبلد منتشر شد.[۱۸]

## بازنگری‌های رسانه‌ای

### نخستین بازنگری
در آغاز، این رسانه‌ها نوشتند که نمودارهای خبرچین بیکران نشان می‌دهند چند تماس تلفنی از هر کشور شنود شده‌است. اما نخستین بازنگری، این بود که این برنامه، خودِ گفتگوی تلفنی را شنود نمی‌کند و تنها، فراداده آن را نگه می‌دارد.

### دومین بازنگری
دومین بازنگری دربارهٔ شخص و مکان این داده گردآوری شده‌است. در ۵ اوت ۲۰۱۳، یک هفته پس از انتشار خبرچین بیکران در آلمان، آژانس اطلاعات فدرال آلمان گفت که آنها این داده را از ارتباطات خارج از کشور به‌دست آورده‌اند که به عملیات نظامی خارجی ربط دارد. پس از انتشار چارت نروژ در ۱۹ نوامبر ۲۰۱۳، سرویس اطلاعات نروژی نیز چنین چیزی گفت. در ۴ فوریه ۲۰۱۴ دولت هلند، آشکار کرد که این ۱/۸ میلیون فراداده را آژانس امنیت ملی گردآوری نکرده، بلکه سرویس اطلاعات و امنیت نظامی هلند برای پشتیبانی از عملیات نظامی گردآوری کرده‌است. این خبر به کناره‌گیری وزیر امور داخلی آن کشور انجامید.
در ۲۹ اکتبر ۲۰۱۳ رئیس آژانس امنیت ملی، کیث بی. الکساندر در پاسخ به اتهامات رسانه‌های اسپانیا، فرانسه، و ایتالیا دربارهٔ شنود میلیون‌ها تماس تلفنی مردم این کشورها به‌دست آژانس امنیت ملی گفت: «این چیزها کاملا دروغ هستند.» او افزود: «ما چنین اطلاعاتی را از شهروندان اروپایی گردآوری نکرده‌ایم. این نشان دهنده اطلاعاتی است که ما و متحدانمان در پیمان آتلانتیک شمالی (ناتو) برای دفاع از کشورهایمان و پشتیبانی از عملیات نظامی، گردآوری کرده‌ایم.»

### سومین بازنگری
با وجود گزارش‌های نخستین در رسانه‌های اروپایی، یک پرونده مایکروسافت پاورپوینت و پرسشگان که گاردین چاپ کرد نشان می‌دهد که خبرچین بیکران، با گذشتن از سیستم‌های اطلاعات سیگنال آژانس امنیت ملی، فراداده اطلاعات شبکه دیجیتال (Internet) و ثبت کننده اطلاعات ارتباطی (Telephony) را شمارش و واکاوی می‌کند؛ بنابراین نشان نمی‌دهد که چه تعداد داده مخابراتی و اینترنتی شنود می‌شود.

## رسانه‌های مرتبط
پرونده پاورپوینت معرفی خبرچین بیکران:

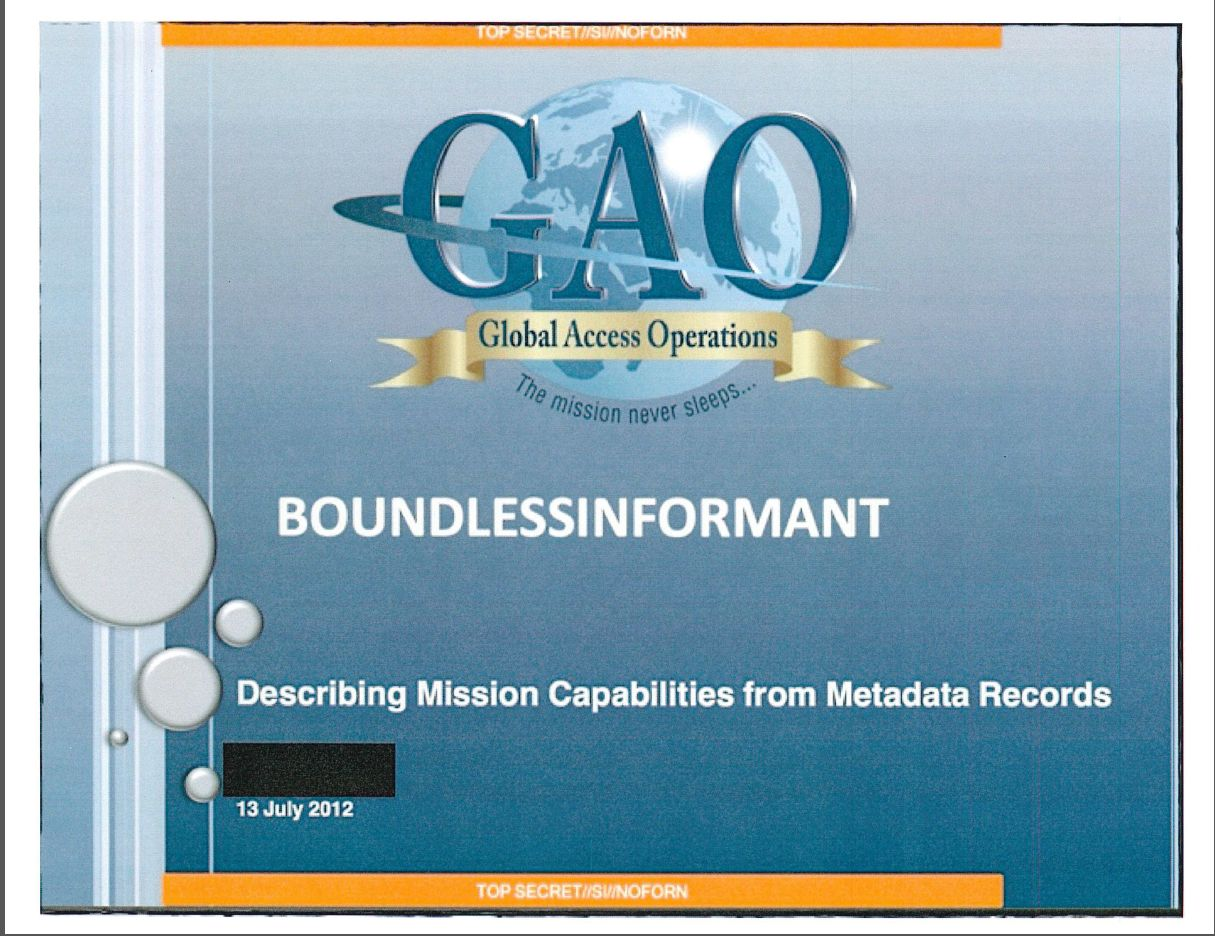
صفحه نخست
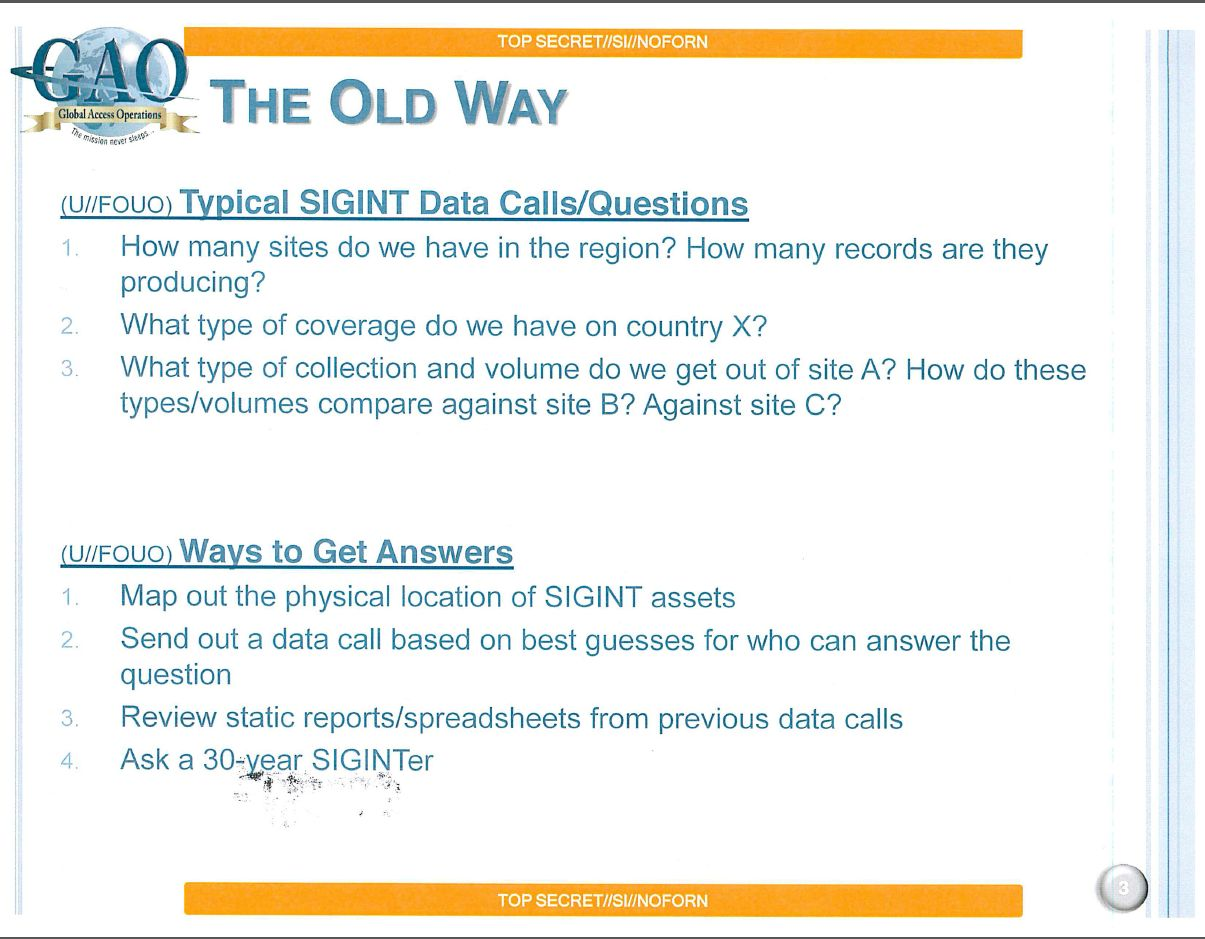
اسلاید ۲
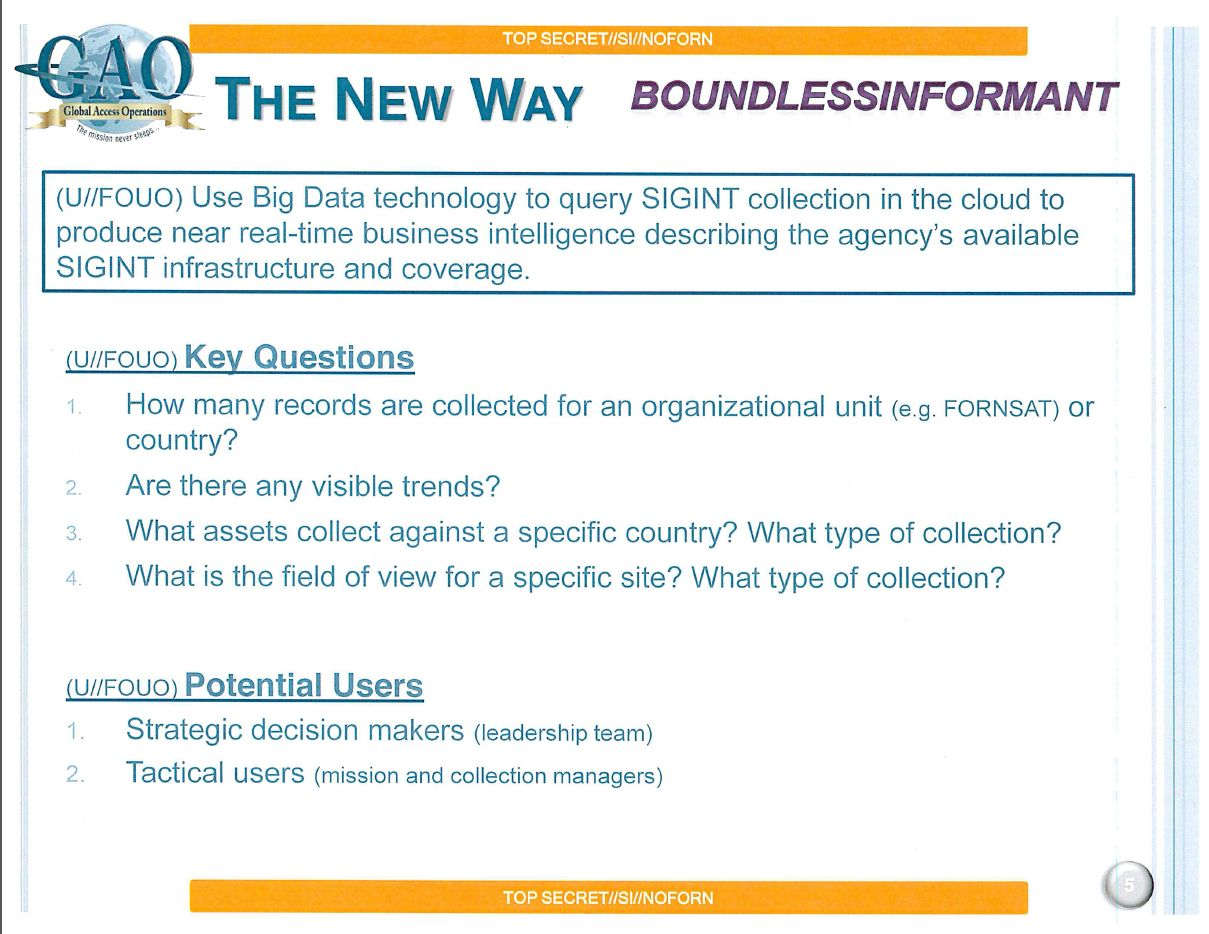
اسلاید ۳
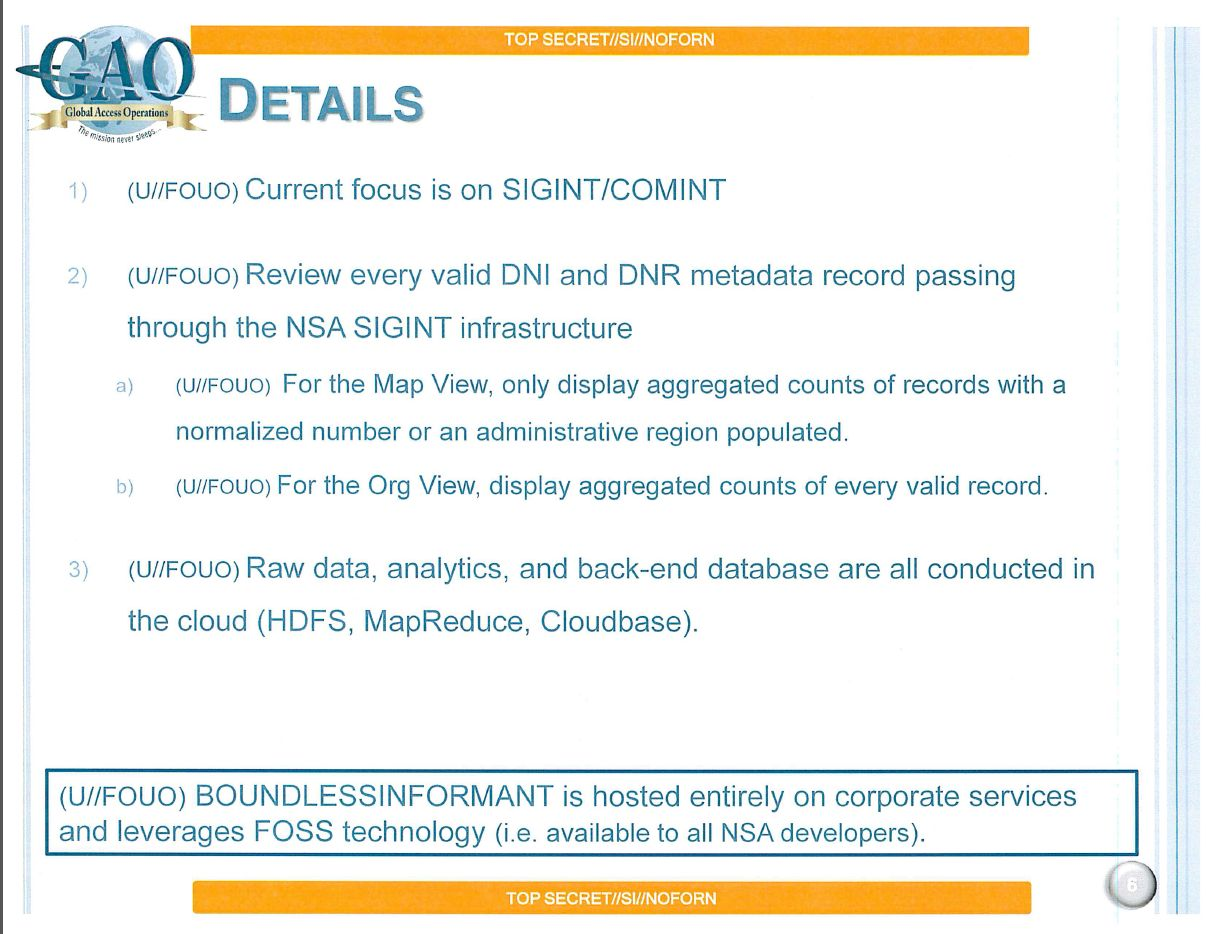
اسلاید ۴
- پرسشگان
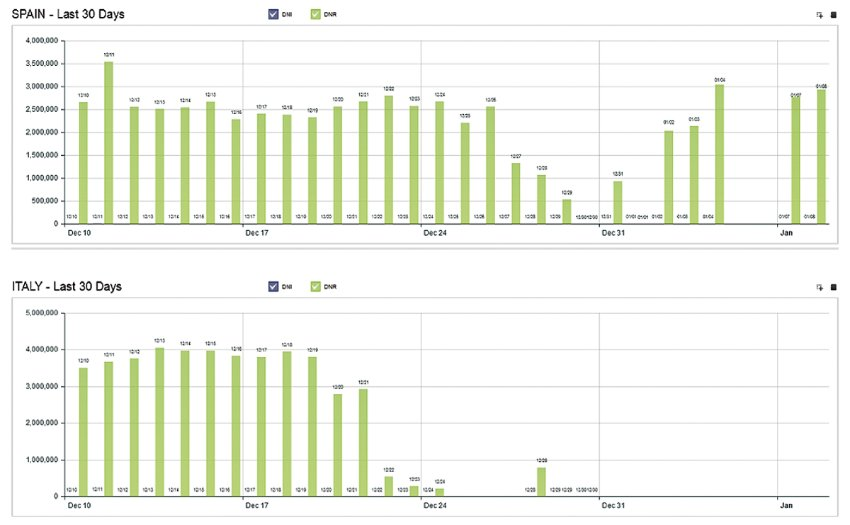
اسپانیا و ایتالیا در ۳۰ روز
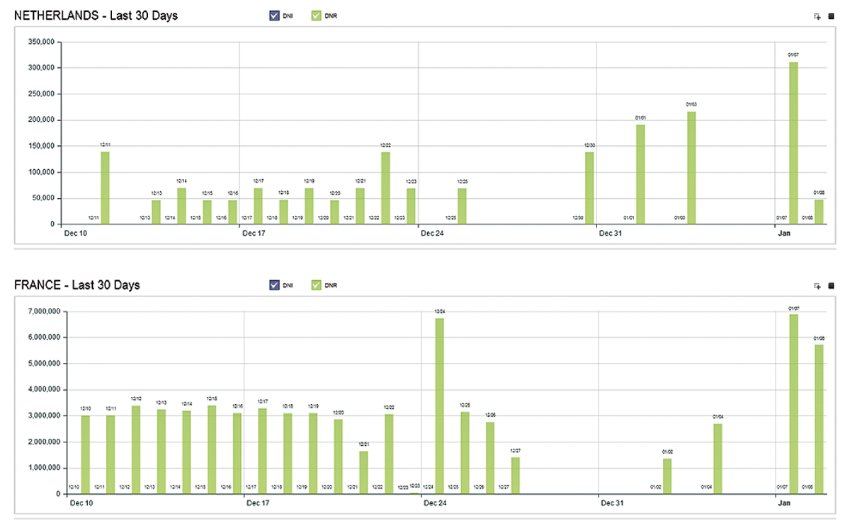
هلند و فرانسه در ۳۰ روز